# Abel Julien Pagnard
Abel Julien Pagnard fue un ingeniero francés (Changé, departamento de Mayenne, 3 de julio de 1859- Buenos Aires, 16 de noviembre de 1913) fue el artífice del Puerto Comercial de Arroyo Pareja (hoy Puerto Rosales, cercano a la ciudad de Punta Alta en el sur de la Provincia de Buenos Aires, Argentina.

## Biografía
Recibido de Ingeniero civil en la École Centrale des Arts et Manufactures de París en 1885. En 1887 entró a trabajar para la Maison Hersent, a la cual consagró dieciocho años de su vida. Además de lazos profesionales, lo unió con la familia Hersent una amistad que los años consolidaron.
En lo que respecta a su carrera profesional, siempre ligado a la constructora francesa, de 1887 a 1891 fue jefe de Servicios en la construcción del puerto de Lisboa; de 1891 a 1897, director de obras en el puerto de Burdeos; de 1897 a 1902, director general de los trabajos en el puerto de Amberes. 
En 1902 llegó a la Argentina para representar a la empresa en la firma del contrato de construcción del puerto de Rosario, de las que fue hasta 1905 director general de obras.
Además, Pagnard creó novedosos mecanismos para facilitar la construcción de puertos, todos ellos patentados en Francia. Así, inventó un procedimiento para reflotar barcos mediante aire comprimido (empleado en Burdeos en 1896); una válvula de cierre con desmonte automático y cabrestante diferencial para trabajos con aire comprimido (usado en las obras del puerto de Amberes); y un carro automático para el transporte de materiales (que fue utilizado en Burdeos y luego en Rosario y en Arroyo Pareja).
En 1906 abandonó la empresa por debió a motivos personales, decidiendo trabajar de modo particular, en calidad de perito ingeniero. Fue en esa época que el gobierno argentino contrató sus servicios para el estudio y redacción de los proyectos de ampliación del puerto de Buenos Aires y de un canal entre éste y La Plata.

### La concesión Pagnard del puerto de aguas profundas
Sin duda esta comisión advirtió en la zona cercana a la desembocadura del arroyo Pareja lo que ya habían observado misiones similares anteriores, como la encabezada por el ingeniero Kunkler por encargo de la concesión Godio. Es decir, la conveniencia del sitio por ser naturalmente de aguas profundas, cercano al canal de acceso a la ría (con más de 30 pies de profundidad) y con pocas necesidades de dragado para el mantenimiento del calado.
Sobre la base de los dictámenes de la comisión de estudios, el 26 de agosto de 1905, un proyecto del Ministerio de Obras Públicas estableció construir, por cuenta del Estado, un puerto de aguas profundas cercano al Puerto Militar. El Estado se comprometía a licitar la obra para construcción y explotación por veinticinco años del puerto, valuado estimativamente en diez millones de pesos oro, teniendo en cuenta la propuesta presentada por un sindicato de capitalistas franceses. Este grupo se comprometía a construir el puerto en dos secciones (a un costo de seis millones de pesos la primera y cuatro millones la segunda).En septiembre, la Cámara de Diputados aprobó el proyecto, pero este quedó frustrado por falta de fondos estatales.
El ingeniero Pagnard, no obstante, aprovechó su puesto en la delegación oficial. 
El 8 de enero de 1906, el gobierno lo autorizó a realizar un proyecto para la construcción de un puerto de aguas profundas en Arroyo Pareja, en el sitio indicado por la comisión.
Las tierras afectadas por el emprendimiento (cincuenta hectáreas) eran propiedad de la empresa conformada por Alberto Lartigau, Ernesto Tornquist y compañía.
El 11 de abril de 1907, Pagnard informó a Lartigau de sus planes y de la factibilidad de que la concesión le fuera otorgada.
El 5 de junio, Lartigau pidió a cambio de los terrenos un 25 % de la propiedad de la concesión.
Finalmente, por la ley N° 5574 del 15 de septiembre de 1908, el ingeniero Pagnard obtuvo su tan ansiada concesión.
Según lo acordado por el Congreso de la Nación, Pagnard debería construir un puerto comercial en la desembocadura del Arroyo Pareja, cerca del Puerto Belgrano (Punta Alta), y con una profundidad de treinta pies en mareas bajas (art. 1°). La concesión para su explotación duraría sesenta años.

#### El proyecto
El conjunto de las obras están descritas en el artículo 2° de esta suerte:
Las obras consistirán en dársenas y muelles hasta un perímetro de cinco mil metros y depósitos dotados de pescantes para el depósito de mercaderías y frutos del país: correas transportadoras y elevadores de granos, vías férreas y demás obras que sean necesarias para el servicio del puerto.
El mismo artículo determinó que Pagnard se vería acogido a la ley N° 3908, relativa a la construcción y explotación de elevadores de granos, que formarían parte del puerto.
El artículo 3° establece claramente que la construcción de las instalaciones se desarrollaría en cinco secciones.
La primera consistirá en las obras iniciales y las demás necesarias a la habilitación completa del servicio, según reza el texto normativo, para una extensión de mil metros de muelle de atraque para carga y descarga. Además, se disponía la construcción, en esa primera sección, de un edificio para las oficinas de subprefectura naval, aduana y resguardo, que deberá ser mantenido en condiciones de confort por el concesionario (art. 6°)
Las otras cuatro secciones restantes se determinarían entre el Poder Ejecutivo y el ingeniero francés de acuerdo con las exigencias del movimiento del puerto, considerándose que el concesionario está obligado a construir otra sección de mil metros de muelle con sus servicios accesorios, cuando el movimiento haya llegado a quinientas mil toneladas por año y por sección, durante dos años consecutivos y así, proporcionalmente, para las demás secciones.
La ley no indica si esas quinientas mil toneladas/año eran de cereales únicamente o comprendía también otros tipos de carga. Pero la cifra no se nos aparece desmesurada si tenemos en cuenta que, por Ingeniero White, y solamente en concepto de trigo, salían más de medio millón de toneladas por año en aquella época.
El artículo 4° dispone que, sin perjuicio de lo expuesto en el artículo que antecede, se fija en tres años como máximo luego de terminada la primera sección, para comenzar las obras de la segunda, la que debería quedar concluida en dos años y medio.
De no realizarse cualquiera de las secciones en los plazos estipulados, la concesión sería declarada caduca para las secciones no ejecutadas.
Luego, la ley determina que, a los seis meses de la promulgación de la ley, el concesionario debería signar el contrato y, en los seis meses siguientes, debería presentar, para su aprobación, los planos y presupuestos. A partir de allí, se acordaba en seis meses más el plazo de inicio de construcción de la primera sección (art. 8°).
Es así que, a más tardar, las obras se tendrían que haber iniciado a mediados de 1910, lo cual no ocurrió, como se verá más abajo.
El artículo 5° declara que Pagnard podía empalmar a su puerto con cualquiera de los ferrocarriles existentes o por construir.
Los artículos 7° y 11° establecen el derecho de inspección de obras por pare del Estado y la libre entrada de los buques gubernamentales, sin pago alguno de tarifas, respectivamente.
Por otra parte, se autorizaba la libre introducción, sin los derechos de importación, de todos los materiales extranjeros que Pagnard considerase necesarios para la obra, aunque se excluían aquellos que, a juicio del gobierno, pudiesen ser suplantados por otros de origen nacional (art. 15).
Pagnard tuvo que depositar veinticinco mil piastras en caución si no cumplía lo acordado en el artículo 8°. Como el ingeniero consideró ese plazo muy exiguo, se le extendió un aplazamiento de un año más.

### Compañía del Puerto Comercial de Bahía Blanca
Mientras dilaciones burocráticas atrasaban el proyecto, Pagnard no se quedó cruzado de brazos. A partir de 1908 se vinculó con la importante Regie Générale de Chemins de Fer et Travaux Publics, empresa con sede en París y poseedora de vasta experiencia en el ramo, constructora de ferrocarriles en China y puertos en Turquía. En esa compañía entró en calidad de ingeniero consultor. 
El 24 de agosto de 1909, Pagnard terminó por firmar un acuerdo con la Regie mediante el cual le cedía los derechos de concesión como única propietaria. La compañía podría hacer uso de la opción luego que el gobierno promulgase una nueva prórroga de otro año. El contrato fue firmado entre Pagnard y el presidente-director de la Regie, conde Georges Vitali. Dicho documento daba al ingeniero francés una participación en los beneficios, además de confirmarlo como ingeniero consultor, encargado de la construcción portuaria y accionista de la sociedad a conformarse.
También adquirió, en junio de 1910, diez hectáreas más a Lartigau, Tornquist y Cía, totalizando sesenta las que pasaron a ser afectadas por el proyecto.
El 27 de julio de 1911 el Poder Ejecutivo y el ingeniero Abel J. Pagnard firmaron el contrato para la construcción del puerto de Arroyo Pareja. 
El 13 de septiembre de 1911, Pagnard transfirió definitivamente su concesión (haciendo uso del derecho estipulado en el artículo 19 de la ley respectiva) a la Regie Générale.
En París, el 23 de enero de 1912 quedó constituida la Compañía del Puerto Comercial de Bahía Blanca, filial de la Regie. Conforme a lo estipulado, Pagnard ejerció oficialmente, de ahí en más, su puesto de ingeniero consultor.
El capital social de la nueva sociedad quedó fijado en diez millones de francos.
La ingeniería financiera del proyecto estaba a cargo del banco Crédit Mobilier, que, como quedó ya dicho, participó como financista del consorcio del puerto de Rosario, del que participaba en su carácter de empresa constructora la casa Jean et Georges Hersent, amigos y antiguos empleadores de Pagnard y varios accionistas de la línea Rosario-Puerto Belgrano.
El Crédit Mobilier emitió setenta mil obligaciones al 5%, de las cuales cuarenta y cinco mil serían emitidas por suscripción pública el 14 de febrero. El precio de la emisión se estableció en cuatrocientos setenta francos, de los cuales ciento setenta se exigirían el 1° de febrero de 1913. 
Según el semanario parisino L’Économiste Français, se estimaba que el tráfico aseguraría en 1913, un ingreso neto de un millón ochocientos mil francos, para la primera sección, mientras que el servicio de la deuda no exigiría más que un millón doscientos treinta y cinco mil francos, en lo que, sin duda, era un operativo de prensa destinado a atraer accionistas
El director general de las obras del puerto sería el propio Pagnard. Como director de construcciones fue designado el ingeniero Batin y al ingeniero Briganti se lo nombró como jefe de talleres. 
Finalmente, el 14 de junio de 1912 se iniciaron las obras en Arroyo Pareja, en el sector que ya por entonces se conocía como Puerto Pagnard. 
Al poco tiempo de vender su concesión a la empresa encargada de los trabajos en Arroyo Pareja y de ser nombrado director general de obras, el 16 de noviembre de 1913, el ingeniero Abel Julien Pagnard murió a raíz de una breve e inesperada afección cardíaca.